# Ectropis dribraria
Ectropis dribraria är en fjärilsart som beskrevs av Swinhoe 1904. Ectropis dribraria ingår i släktet Ectropis och familjen mätare. Inga underarter finns listade i Catalogue of Life.